# Олимпийский стадион (Мехико)
Олимпийский стадион (исп. Estadio Olímpico Universitario), также известен как Олимпико Университарио — стадион в городе Мехико (Мексика), был построен в 1950 году.
Расположен в историческом центре столицы на территории кампуса Национального университета Мексики. На момент открытия в 1952 году вмещал 72 000 зрителей и являлся самым большим стадионом в Мексике. Архитекторы стадиона — Аугусто Перес Паласиос, Рауль Салинас и Хорхе Хименес Браво Моро.
Осенью 1968 года стадион стал главной ареной XIX летних Олимпийских игр 1968 года. На время проведения Игр, согласно требованиям МОК, вместимость арены была увеличена с 70 000 до 83 700 мест. На стадионе прошли церемонии открытия и закрытия Игр, а также соревнования по лёгкой атлетике, конному спорту и ряд матчей футбольного олимпийского турнира. В рамках Олимпийских игр на соревнованиях по беговым дисциплинам внутри стадиона было применено синтетическое полиуретановое покрытие Tartan track, ставшее привычным для легкоатлетических соревнований в настоящее время.
В 1986 году стадион стал местом проведения четырёх матчей чемпионата мира по футболу, включая два матча сборной Аргентины - (победителей турнира) на групповом этапе. 
Сейчас стадион является домашней ареной футбольного клуба «УНАМ Пумас», а также местом проведения домашних матчей университетской команды по американскому футболу.

## Финальные матчи международных турниров
На Олимпийском стадионе Мехико состоялись следующие матчи финалов международных клубных турниров:
- Межамериканский кубок, 25 марта 1981, первый матч. УНАМ Пумас — Насьональ — 3:1
- Финал Кубка чемпионов КОНКАКАФ 1982, 17 ноября 1982, ответный матч. УНАМ Пумас — Робингуд — 3:2
- Финал Кубка чемпионов КОНКАКАФ 1990, 6 февраля 1990, ответный матч. УНАМ Пумас — Пинар-дель-Рио — 3:1
- Межамериканский кубок, 1 августа 1990, ответный матч. УНАМ Пумас — Атлетико Насьональ — 1:4
- Финал Кубка чемпионов КОНКАКАФ 2005, 11 мая 2005, ответный матч. УНАМ Пумас — Саприсса — 2:1
- Финал Южноамериканского кубка 2005, 6 декабря 2005, первый матч. УНАМ Пумас — Бока Хуниорс — 1:1